# La damigella di Bard (film)
La damigella di Bard è un film del 1936 diretto da Mario Mattòli, tratto dall'omonimo lavoro teatrale di Salvator Gotta.
Il film venne presentato in concorso a Venezia alla 4ª Mostra del Cinema.
La trama del film si discosta leggermente da quella della commedia, rappresentata con successo a teatro per la prima volta a Torino nel 1936, sempre con Emma Gramatica nei panni della protagonista.

## Trama
La nobildonna torinese Maria Clotilde di Bard, unica ed anziana erede di un antico titolo savoiardo, è ridotta a vivere nelle soffitte del palazzo avito, attaccato con spregiudicatezza dal marchese di Pombia che lo occupa ora interamente, grazie alle losche trame del fidato ragionier Pacotti. La damigella, rimasta sempre sola dopo un grande amore non sfociato in matrimonio con il barone e diplomatico Costantino Nigra, entra in amicizia con Renata, la figlia del marchese, che le racconta del suo amore per Franco, un giovane ingegnere aeronautico di belle speranze, avversato dalla sua famiglia, in quanto di paternità ignota.
Maria Clotilde riesce a scoprire nel ragazzo il figlio illegittimo di suo fratello, restato orfano in tenera età e mai riconosciuto, dunque unico erede del nome dei Bard.
Quando la damigella cerca di spiegare al marchese le nuove circostanze, la cui dimostrazione sarebbe nel suo carteggio privato con Nigra, peraltro oggetto di grandi offerte da parte di studiosi per il suo valore storico, lo sprezzante nobiluomo, credendo che l'anziana voglia vendergli qualcosa per sollevarsi dal suo stato di indigenza, si offre di farle un'elemosina. La donna, incompresa e offesa, rinuncia alla sua prima idea ma non si dà per vinta.
Il marchese scopre che il fidato Pacotti altro non era che un truffatore che, prima di fuggire, si è pure incassato l'ipoteca a suo nome sul palazzo dei Bard, che ora ha un nuovo proprietario. Con grande sorpresa viene anche a sapere che quest'ultimo è un tale Conte di Bard, del quale non conosceva l'esistenza. Il mistero lo svela presto la stessa damigella che pretende poi dal marchese, oltre alle sue scuse, che conceda finalmente sua figlia al ragazzo che ama; quest'ultimo, adottato dalla vecchia zia, è dunque ora legittimato ad essere chiamato Conte.
Il film si conclude col matrimonio dei due giovani e con la damigella che ritorna a vivere nel piano nobile del palazzo dei Bard.

## Produzione
- Nel film gli attori Vasco Creti e Amelia Chellini sono padre e figlia, mentre nella realtà erano fratello e sorella.

## Accoglienza

### Critica
In Cinema del 25 ottobre 1936: «Gli americani chiamano melodramma la situazione romanzesca di un film, qui però melodramma avrebbe solo il senso italiano proprio nel suo valore più patetico, lacrimoso e popolare. A un film di Emma Gramatica si sa sempre cosa chiedere: l'arte di Emma Gramatica. E a tali richieste La damigella di Bard risponde con abbondanza generosa. La sua commovente dedizione è divenuta l'anima stessa di questo suo ultimo film, il pregio quasi unico, ma già bastevole. Un lungo virtuosistico a solo della Gramatica ecco tutto. E reso patetico da una lontana impercettibile sfumatura autobiografica, che permette all'attrice di sposare con una sorta di affinità commovente la parte della vecchia signorina di sangue illustre e gentile.»